# مالگاندنیا
مالگاندنیا (به لاتین: Malgandeniya) یک منطقهٔ مسکونی در سری‌لانکا است که در استان مرکزی (سری‌لانکا) واقع شده‌است.